# Ahmed Hassan Mahgoub
Ahmed Hassan Mohamed Abdelmonem Mohamed Mahgoub conhecido como Kouka (Cairo, 5 de março de 1993) é um futebolista egípcio que atua como atacante no Al-Ettifaq.

## Carreira
Koka representou o elenco da Seleção Egípcia de Futebol no Campeonato Africano das Nações de 2017.

## Títulos
Seleção Egípcia
- Campeonato Africano das Nações: Vice - 2017